# Henryk Gacki

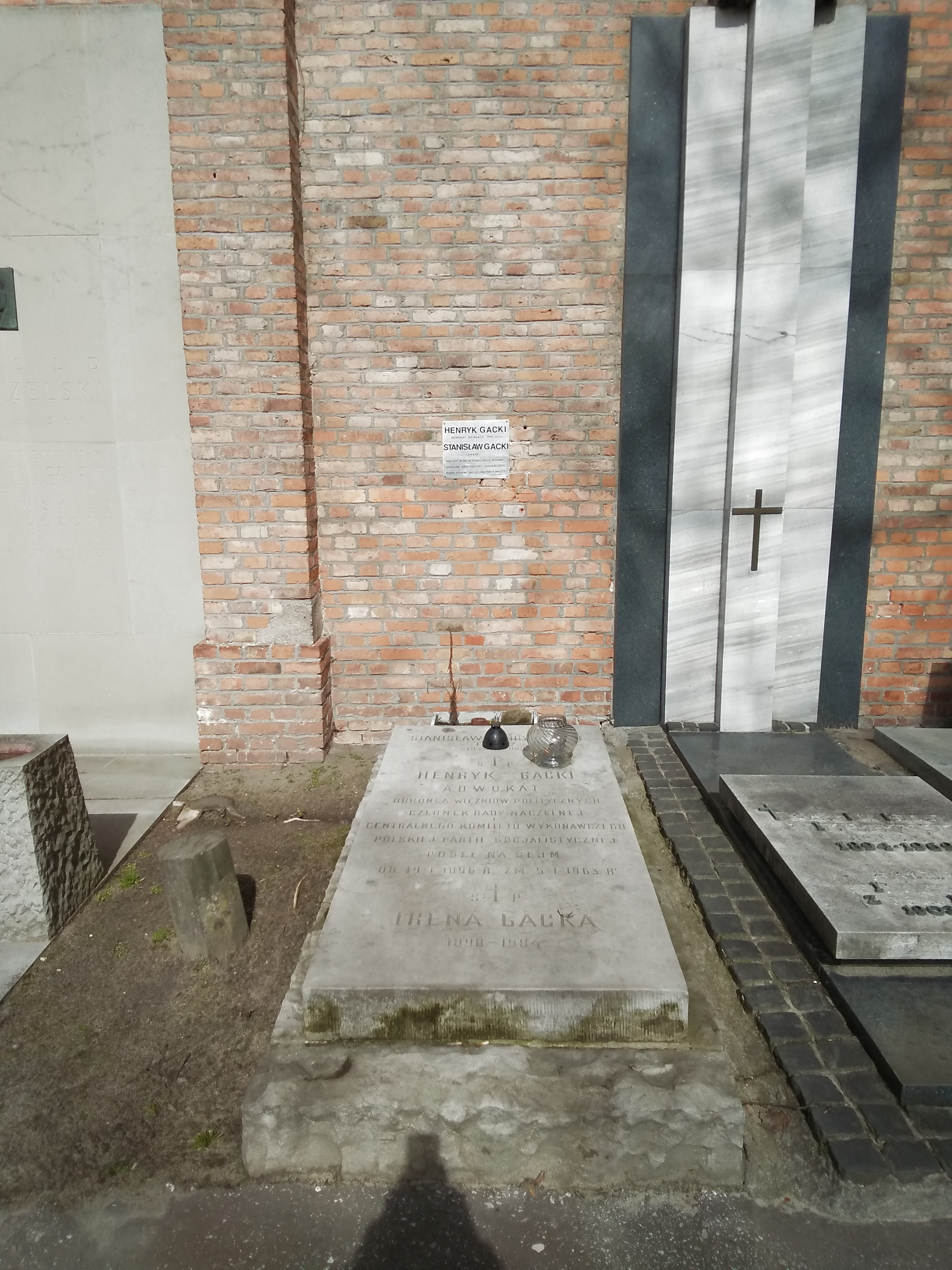
Grób Henryka Gackiego na cmentarzu Powązkowskim

Henryk Gacki (ur. 19 stycznia 1896 w Radomiu, zm. 5 stycznia 1963) – polski adwokat, działacz socjalistyczny.

## Życiorys
Do Polskiej Partii Socjalistycznej wstąpił w 1912. Absolwent prawa na Wydziale Prawa Uniwersytetu Warszawskiego (1921). Pracował jako adwokat, obrońca w wielu procesach politycznych lat 20 i 30. Był członkiem Rady Naczelnej Centralnego Komitetu Wykonawczego PPS. W okresie okupacji czynny w konspiracji. Aresztowany przez gestapo przebywał na Pawiaku i na Majdanku, następnie w obozach koncentracyjnych w Niemczech. W październiku 1945 został prokuratorem Sądu Najwyższego. Od 1946 prokurator Najwyższego Trybunału Narodowego. W okresie od maja 1946 do grudnia 1948 wiceprzewodniczący Komisji Specjalnej do Walki z Nadużyciami i Szkodnictwem Gospodarczym. 19 stycznia 1947 został wybrany z ramienia PPS posłem na Sejm Ustawodawczy (1947–1952), objął mandat 4 lutego 1947. 30 września 1948 został usunięty z PPS. 3 stycznia 1947 został odznaczony Krzyżem Oficerskim Orderu Odrodzenia Polski (1947).
Zmarł 5 stycznia 1963. Został pochowany w grobowcu rodzinnym w alei zasłużonych na cmentarzu Powązkowskim w Warszawie (grób 123).